# Гері Кларк-молодший
Гері Кларк-молодший (англ. Gary Clark, Jr.) — американський музикант, композитор та гітарист.

## Біографія
Гері Кларк народився та виріс в Остіні, штат Техас, США. Він почав грати на гітарі у 12-річному віці, спочатку виступаючи для родини разом із сестрами, а потім і для широкого загалу. Його помітив місцевий промоутер Кліффорд Ентон та запропонував виступати в його блюзовому клубі. Протягом 2000-х років Кларк записав та самостійно спродюсував три повноформатні альбоми Tribute, 110 та Worry No More, а також однойменний мініальбом Gary Clark, Jr, на яких самостійно грав на гітарі та співав. 2007 року Кларк відзначився у музичному фільмі «Бар „Медонос“» (англ. Honeydripper) режисера Джона Сейлза.
2010 року провідний англійський гітарист Ерік Клептон запросив Кларка виступити на фестивалі Crossroads Guitar. Молодого музиканта помітили представники великих лейблів, і він підписав контракт із Warner Bros. Records 2011 року вийшов його дебютний запис на мейджор-лейблі, мініальбом Bright Lights, а 2012 року — повноформатний Blak and Blu, що містив хітову композицію «Please Come Home», яка принесла Кларку «Греммі» в категорії «Найкраще традиційне ритм-енд-блюзове виконання». Окрім цього, Кларк випустив подвійний концертний альбом Live, записаний під час тривалого турне на підтримку Blak and Blu. Окрім сольних виступів, він грав на розігріві у таких провідних рок-колективів, як Rolling Stones та Foo Fighters.
Другий альбом Кларка на великому лейблі The Story of Sonny Boy Slim вийшов 2015 року, та посів восьме місце в хіт-параді Billboard. 2017 року вийшов концертний альбом Live North America 2016. Кларк також записав для фільму «Ліга Справедливості» кавер-версію бітлівської «Come Together», яка потрапила до чартів Billboard. 2018 року гітарист відзначився на збірці The Atlas Underground, виконавши пісню «Where It's at Aint' What It Is», а ще за рік видав власний альбом This Land, який мав політичний характер, захищаючи права темношкірих на півдні США. Платівка була позитивно сприйнята Академією звукозапису та принесла Кларку три «Греммі» в номінаціях «Найкращий альбом сучасного блюзу» (за альбом), «Найкраща рок-пісня» та «Найкраще рок-виконання» (за пісню «This Land»).
Під час пандемії COVID-19 на початку 2020-х років Кларк продовжував співпрацювати з іншими виконавцями, серед яких Статік Селекта, Джон Ледженд, Трой Ендрюс, Віллі Нельсон та Rolling Stones. 2022 року він записав кавер-версію The Idles of March «Vehicle», яка потрапила до саундтреку до анімаційного фільму «Посіпаки: Становлення лиходія», а 2024 року — четвертий альбом на мейджор-лейблі — JPEG RAW, який містив елементи етнічної музики Африки та був записаний за участі Стіві Вандера та Джорджа Клінтона.

## Дискографія
- 2001 — Worry No More[I]
- 2004 - 110[I]
- 2005 — Tribute[I]
- 2010 — GC Jr.[I]
- 2012 — Blak and Blu
- 2014 — Live
- 2015 — The Story of Sonny Boy Slim
- 2016 — Live North America
- 2019 — This Land
- 2024 — JPEG RAW

↑ I — не входять до офіційної дискографії музиканта на його вебсайті

## Нагороди та номінації
| Рік  | Номіновано             | Нагорода                                       | Результат |
| ---- | ---------------------- | ---------------------------------------------- | --------- |
| 2014 | «Please Come Home»     | Найкраще виконання традиційного ритм-енд-блюзу | Перемога  |
| 2014 | «Ain't Messin' 'Round» | Найкраща рок-пісня                             | Номінація |
| 2020 | This Land              | Найкращий альбом сучасного блюзу               | Перемога  |
| 2020 | «This Land»            | Найкраще рок-виконання                         | Перемога  |
| 2020 | «This Land»            | Найкраща рок-пісня                             | Перемога  |
| 2020 | «This Land»            | Найкраще музичне відео                         | Номінація |